# Libor Došek
Libor Došek (* 24. April 1978 in Brünn, Tschechoslowakei) ist ein tschechischer Fußballspieler.

## Karriere
Libor Došek spielte in seiner Jugend für FC Zbrojovka Brno, der sich 1992 in FC Boby Brno umbenannte. 1997 wurde er an den Zweitligisten FC Synot ausgeliehen, für den der Stürmer 27 Spiele machte und neun Tore schoss. Er kehrte nach Brünn zurück, spielte zwei Mal für die Erstligamannschaft und wurde abermals an den FC Synot ausgeliehen. In elf Spielen gelangen Došek drei Treffer. In der Winterpause der Saison 1998/99 wechselte er zu Chmel Blšany, wo er in einem Jahr 32 Spiele absolvierte, dabei gelangen ihm fünf Tore. Anfang 2000 kehrte er schließlich nach Brünn zurück und erspielte sich dort einen Stammplatz. Dabei traf der 1,99 Meter hohe Stürmer 29 Mal in 102 Begegnungen. 
Im Jahr 2000 nahm er mit Tschechien an den Olympischen Spielen in Sydney teil. Im entscheidenden Gruppenspiel gegen Kamerun vergab er eine Großchance, dieser Fehler ebnete dem späteren Goldmedaillengewinner den Weg in das Viertelfinale.
Drei Monate zuvor hatte er mit der Tschechischen U21-Auswahl die Silbermedaille bei der Europameisterschaft in der Slowakei gewonnen.
Im Sommer 2003 sah es so aus, als würde er zum russischen Erstligisten FK Rostow wechseln, doch im letzten Moment platzte der Transfer. Anfang 2004 ging Došek zu Slovan Liberec, wo er in anderthalb Jahren auf 30 Spiele und sieben Tore kam. Im August 2005 wurde Došek von Sparta Prag verpflichtet, dort gewann er 2006 den Tschechischen Pokal.
Ende Januar 2009 wechselte Došek auf Leihbasis zum griechischen Verein Skoda Xanthi. Zur Saison 2009/10 kehrte der großgewachsene Angreifer zu Sparta zurück, stand aber nur noch im Kader der B-Mannschaft, für die er zwei Spiele absolvierte. Im Januar 2010 ging Došek zum FK Teplice.

## Privates
Sein Vater Libor Došek senior spielte für FC Zbrojovka Brno, davon von 1976 bis 1983 in der 1. Tschechoslowakischen Liga. 1978 wurde er Tschechoslowakischer Meister. Seine Mutter ist verantwortlich für den Ticketverkauf beim 1. FC Brünn. Wegen seiner Größe wird er häufig mit Jan Koller verglichen. Er ist nicht verwandt mit den Fußballspielern und Zwillingen Lukáš Došek und Tomáš Došek.